# Pietro d’Abano

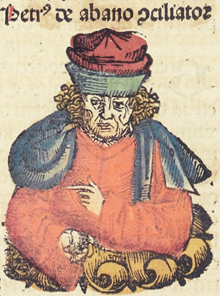
Pietro d'Abano (ilustracja z Kroniki norymberskiej)

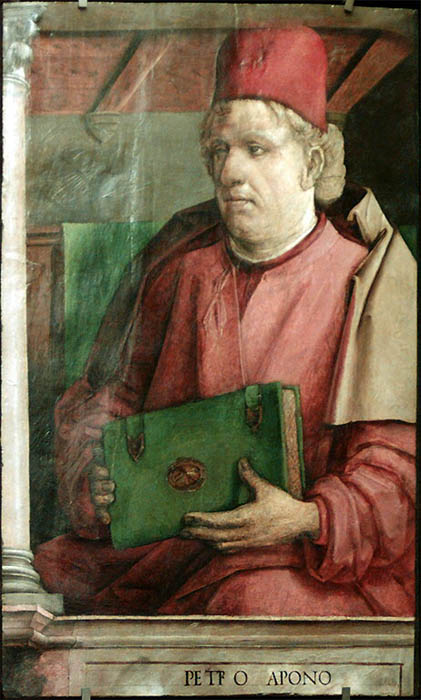
Justus z Gandawy i Pedro Berruguete: Portret Pietro d’Abano (ok. 1473–1475)

Pietro d'Abano (Piotr Albański, Pietro Albano, Pietro Apono, Piotr Apoński, Petrus Aponensis lub Petrus de Apono, także Piotr z Padwy, Petrus de Padua i Petrus Paduanus) (ur. 1250? w Abano Bagni, zm. 1316? w Trevigii) – włoski lekarz, filozof i astrolog.

## Życie
Dzieciństwo minęło mu w Padwie. Po studiach medycznych i filozoficznych w Konstantynopolu (gdzie zyskał znajomość języka greckiego) i w Paryżu osiadł w Padwie, gdzie szybko uzyskał reputację wielkiego medyka, co umożliwiło mu zaspokojenie chciwości przez pobieranie niezmiernie wysokich opłat od pacjentów. Przez pewien czas był osobistym lekarzem papieża Honoriusza IV.
Na skutek oskarżenia, do którego dołączyły głosy, że pisma jego tchną kacerstwem, po dwóch rozprawach sąd inkwizycji wydał nań wyrok śmierci przez spalenie na stosie. D'Abano popełnił samobójstwo przed ukończeniem procesu – mimo to wyrok chciano wykonać pośmiertnie dokonując ekshumacji i spalenia jego ciała – przyjaciel wykradł jednak zwłoki, wobec czego święta Inkwizycja ogłosiła i wykonała wyrok in effigie. W 1415 wystawiono mu pomnik w Padwie.

## Dokonania
Walczył ze scholastyczną dialektyką w obronie Galena i Awicenny. Zajmował katedry uniwersyteckie w Paryżu (1292—1303), Padwie (1308—1314) i Trevigii. Pod względem wiadomości fizycznych i chemicznych przewyższał wszystkich ówczesnych uczonych; znał i oceniał ciężkość powietrza, nerwy wyprowadzał z mózgu, naczynia krwionośne z serca; długość roku określał dokładnie, na 365 dni, 6 godzin i 4 minuty. Tłumaczył dawne dzieła astrologiczne, przypisuje mu się też (błędnie) liczne grimoiry. Niektóre jego dzieła są niepewnej autentyczności.
Uważał, że niezbędną częścią studiów medycznych są logika, filozofia przyrody oraz astrologia. Logikę porównywał do przyprawy wszystkich nauk, pełniącej taką samą rolę jak sól dla pożywienia. Jego zdaniem dzięki filozofii przyrody można poznać można zasady wszystkiego. Z kolei astrologia ma mieć wpływ na podejmowane decyzje.

## Najważniejsze dzieła

Conciliator differentiarum philosophorum et precipue medicorum

- Conciliator differentiarum philosophorum et praecipue medicorum – Mantua, 1472.
- De venetis eorumque remedis – Mantua, 1472.
- Liber compilationis physiognomiae – Padua, 1474.
- Expositio problematum Aristotelis – Mantua, 1475.
- Quastiones de febribus – Padua, 1482.
- Hippocratus libellus de medicorum astrologia – Venetiis, 1485.
- Astrolabium planum it tabulis ascendens etc. cum tractatu natuvitatum – Venetiis, 1502.
- Geomantia – Venetiis, 1549.
- Opera artis. Heptameron seu Elementa magica – Parisiis, 1567

Dzieło Physionomia w końcu XIX wieku znajdowało się w rękopisie w Bibliotece Paduańskiej.